# Флюг, Зандра
За́ндра Флюг (швед. Zandra Flyg; 31 января 1988, Стокгольм, Швеция) — шведская кёрлингистка и тренер по кёрлингу.
Игрок женской сборной команды Швеции на чемпионате Европы 2014 и зимней Универсиаде 2013, а также игрок смешанной сборной команды Швеции на чемпионате мира 2015.
Играет (в «классическом» кёрлинге) на позиции первого.

## Достижения
- Чемпионат Швеции по кёрлингу среди женщин: золото (2011, 2014), бронза (2013).[2]
- Чемпионат Швеции по кёрлингу среди юниоров: золото (2009).[2]
- Чемпионат мира по кёрлингу среди смешанных команд: серебро (2015, 2016).
- Чемпионат Швеции по кёрлингу среди смешанных команд: золото (2015), бронза (2017).

## Команды
| Сезон                                          | Четвёртый          | Третий                | Второй            | Первый                | Запасной                                                | Турниры                              |
| ---------------------------------------------- | ------------------ | --------------------- | ----------------- | --------------------- | ------------------------------------------------------- | ------------------------------------ |
| 2006—07                                        | Анна Хассельборг   | Зандра Флюг           | Агнес Кнохенхауэр | Сабина Краупп         |                                                         |                                      |
| 2008—09                                        | Анна Хассельборг   | Сабина Краупп         | Агнес Кнохенхауэр | Зандра Флюг           |                                                         |                                      |
| 2009                                           | Анна Хассельборг   | Агнес Кнохенхауэр     | Софи Сиден        | Зандра Флюг           | Сара Макманус                                           | ЧМЮ 2009 (6 место)                   |
| 2009—10                                        | Мария Прюц         | Маргарета Драйбур     | Сабина Краупп     | Зандра Флюг           |                                                         |                                      |
| 2010—11                                        | Анна Хассельборг   | Сабина Краупп         | Агнес Кнохенхауэр | Зандра Флюг           |                                                         | ЧШЖ 2011                             |
| 2011—12                                        | Анна Хассельборг   | Сабина Краупп         | Маргарета Драйбур | Зандра Флюг           |                                                         |                                      |
| 2012—13                                        | Анна Хассельборг   | Карин Рудстрём        | Агнес Кнохенхауэр | Зандра Флюг           | тренеры: Бьёрн Рудстрём (ЗУ), Микаэль Хассельборг (ЧШЖ) | ЧШЖ 2013 · ЗУ 2013 (5 место)         |
| 2013—14                                        | Анна Хассельборг   | Карин Рудстрём        | Агнес Кнохенхауэр | Зандра Флюг           | тренер: Микаэль Хассельборг                             | ЧШЖ 2014                             |
| 2014—15                                        | Анна Хассельборг   | Агнес Кнохенхауэр     | Карин Рудстрём    | Зандра Флюг           | Jonna McManus (ЧЕ)                                      | ЧЕ 2014 (5 место) ЧШЖ 2015 (5 место) |
| 2015—16                                        | Мария Прюц         | Кристина Бертруп      | Зандра Флюг       | Маргарета Сигфридссон |                                                         |                                      |
| 2016—17                                        | Emma Berg          | Johanna Hoeglund      | Anna Gustafsson   | Зандра Флюг           | Frida Jonasson                                          | ЧШЖ 2017 (4 место)                   |
| Кёрлинг среди смешанных команд (mixed curling) |                    |                       |                   |                       |                                                         |                                      |
| 2012—13                                        | Зандра Флюг        | Хенрик Лек            | Сара Макманус     | Александр Линдстрём   |                                                         | ЧШСК 2013 (?? место)                 |
| 2014—15                                        | Расмус Врано       | Зандра Флюг           | Joakim Flyg       | Юханна Хельдин        |                                                         | ЧШСК 2015                            |
| 2015—16                                        | Расмус Врано       | Зандра Флюг           | Joakim Flyg       | Юханна Хельдин        | тренер: Матс Врано                                      | ЧМСК 2015                            |
| 2016—17                                        | Кристиан Линдстрём | Йенни Волин           | Joakim Flyg       | Юханна Хельдин        | Зандра Флюг                                             | ЧМСК 2016                            |
| 2016—17                                        | Emma Berg          | Зандра Флюг           | Аксель Шёберг     | Фредрик Нюман         |                                                         | ЧШСК 2017                            |
| 2017—18                                        | Фредрик Нюман      | Маргарета Сигфридссон | Joakim Flyg       | Зандра Флюг           |                                                         | ЧШСК 2018 (5 место)                  |
| 2018—19                                        | Niclas Johansson   | Зандра Флюг           | Max Bäck          | Карин Рудстрём        | тренер: Emma Berg                                       | ЧШСК 2019 (4 место)                  |

(скипы выделены полужирным шрифтом)

## Результаты как тренера национальных сборных
| Год  | Турнир                                                 | Сборная | Место |
| ---- | ------------------------------------------------------ | ------- | ----- |
| 2016 | Чемпионат мира по кёрлингу среди смешанных команд 2016 | Швеция  | 2     |

## Частная жизнь
Брат Зандры, Йоаким Флюг (швед. Joakim Flyg) — также кёрлингист, играл и играет в командах со многими известными шведскими кёрлингистами, в том числе в составе смешанной сборной Швеции на чемпионатах мира 2015 (в одной команде с Зандрой) и 2016.